# ۴ شوال
۴ شوال، چهارمین روز از ماه شوال در تقویم هجری قمری است.
در تقویم هجری قمری قراردادی این روز دویست و هفتاد و یکمین روز سال است.

## درگذشتگان
- ۱۴۰۰ - احمد شرباصی،  فقیه، عالِم الازهری و زبان‌شناس مصری.